# Palau Gustavo Capanema
Palau Gustavo Capanema (en portuguès: Palácio Gustavo Capanema), també conegut en el camp de l'arquitectura com l’edifici del Ministeri d'Educació i Salut, és un edifici federal situat a Rio de Janeiro, Brasil.

## Història
És obra d'un equip format per Affonso Eduardo Reidy, Oscar Niemeyer, Ernani Vasconcellos, Carlos Leão, Jorge Machado Moreira i Roberto Burle Marx. Le Corbusier, que estava al darrere del disseny, també va supervisar el projecte, exemple del moviment modern dels anys 30 i edifici emblemàtic de la ciutat.
La construcció va començar sota el govern de Getúlio Vargas el 1939 i es va acabar el 1943, per allotjar el nou Ministeri d'Educació i Salut del Brasil, i fou la seu provisional del Museu d'Art Modern de Rio de Janeiro. El 1960, quan la capital federal es traslladà a Brasília, l'edifici es va convertir en una oficina regional del ministeri.
L'edifici porta el nom del polític Gustavo Capanema, ministre d'educació quan l'edifici va entrar en funcionament. Acull obres del pintor Candido Portinari i l'escultora Adriana Janacópulos.

## Concepte
El Palácio presenta diversos trets essencials del modernisme brasiler, molts compartits amb el racionalisme europeu: edificis aixecats per pilotis que deixaven el pas lliure per sota als vianants; materials de construcció locals, com les rajoles amb reminiscències portugueses; evolució dels brise-soleil corbusians, amb tocs del Mediterrani occidental; ús de colors llampants; implementació de jardins tropicals de la mà del paisatgista i dissenyador Roberto Burle Marx i obres d'art distribuïdes per l'edifici (Portinari i Ceschiatti).

## Importància

### Estètica
L'edifici és especialment important en la història arquitectònica del Brasil. El modernisme va agafar un gran impuls com a estètica significativa de "passar pàgina", a partir del "vell" Brasil de sensibilitats urbanes postcolonials eurocèntriques, i una imatge rural, subdesenvolupada i empobrida, i conservadora de tot el país. Els membres del grup de disseny van desenvolupar un vocabulari arquitectònic modern únicament brasiler, creant un estil que es va convertir pràcticament en oficial i predominant al país.

### Projecció dels autors
A més de Costa, Oscar Niemeyer i Roberto Burle Marx, van ser els responsables a finals dels anys 50 i principis dels 60 del pla director, l'arquitectura i el disseny del paisatge de la nova capital de Brasilia. Burle Marx va dissenyar el pla director del Parc Flamengo (Aterro do Flamengo), el parc modernista de la dècada de 1950 i un gran espai obert urbà al llarg de la Badia de Guanabara a Rio. Affonso Eduardo Reidy va dissenyar el Museu d'Art Modern (Museu de Arte Moderna, 1955) situat allà, i el mateix Burle Marx executà els seus jardins.

### Política
El Palau Capanema també és interessant i contradictori en la història política. Le Corbusier i els arquitectes modernistes europeus van formar diverses escoles de pensament d'esquerres, i el moviment modernista brasiler també va ser d'esquerres, amb alguns dels seus defensors, com Oscar Niemeyer, actiu al Partit Comunista del Brasil. No obstant això, l'edifici del ministeri va ser encarregat per un govern de l'Era Vargas que havia pres el poder per la força el 1930, i va passar a ser una dictadura el 1937. Getúlio Vargas, president interí i dictador entre 1930 i 1945, va empresonar esquerrans i va copiar elements del feixisme italià en el seu intent de refundar el Brasil com un Estado Novo o "Nou Estat".
Això va ser just quan el feixisme i la dictadura estaven aconseguint el màxim poder a Europa, i Vargas va fer incursions amb la lleialtat a l'Eix. El Brasil, però, finalment es va posar del costat dels Aliats a la Segona Guerra Mundial. L'edificació del Palau Gustavo Capanema va concloure durant la Segona Guerra Mundial (1943), quan els soldats brasilers estaven a Itàlia lluitant contra el feixisme. El Monument als morts de la Segona Guerra Mundial modernista (1960) que commemora la participació i les pèrdues del Brasil a la guerra, es troba al parc Flamengo.

## Polèmic intent de venda
L'edifici acull actualment part dels fons de la Biblioteca Nacional i és la seu de diferents ens culturals. Des de 1996, es troba protegit per l'IPHAN, l'organisme que gestiona el patrimoni arquitectònic i natural del Brasil. Malgrat això, l'agost de 2021, l'executiu de Jair Bolsonaro va incloure el Palau Capanema en una llista d'immobles de titularitat federal que podrien sortir a subhasta pública, en un projecte de desamortització estatal. La notícia va causar indignació en els sectors culturals del país, amb agres declaracions com les de l'Academia Brasileira de Letras.
La decisió va ser portada a la justícia i, el febrer de 2022, una sentència en primera instància en va prohibir la venda.

## Galeria de fotos

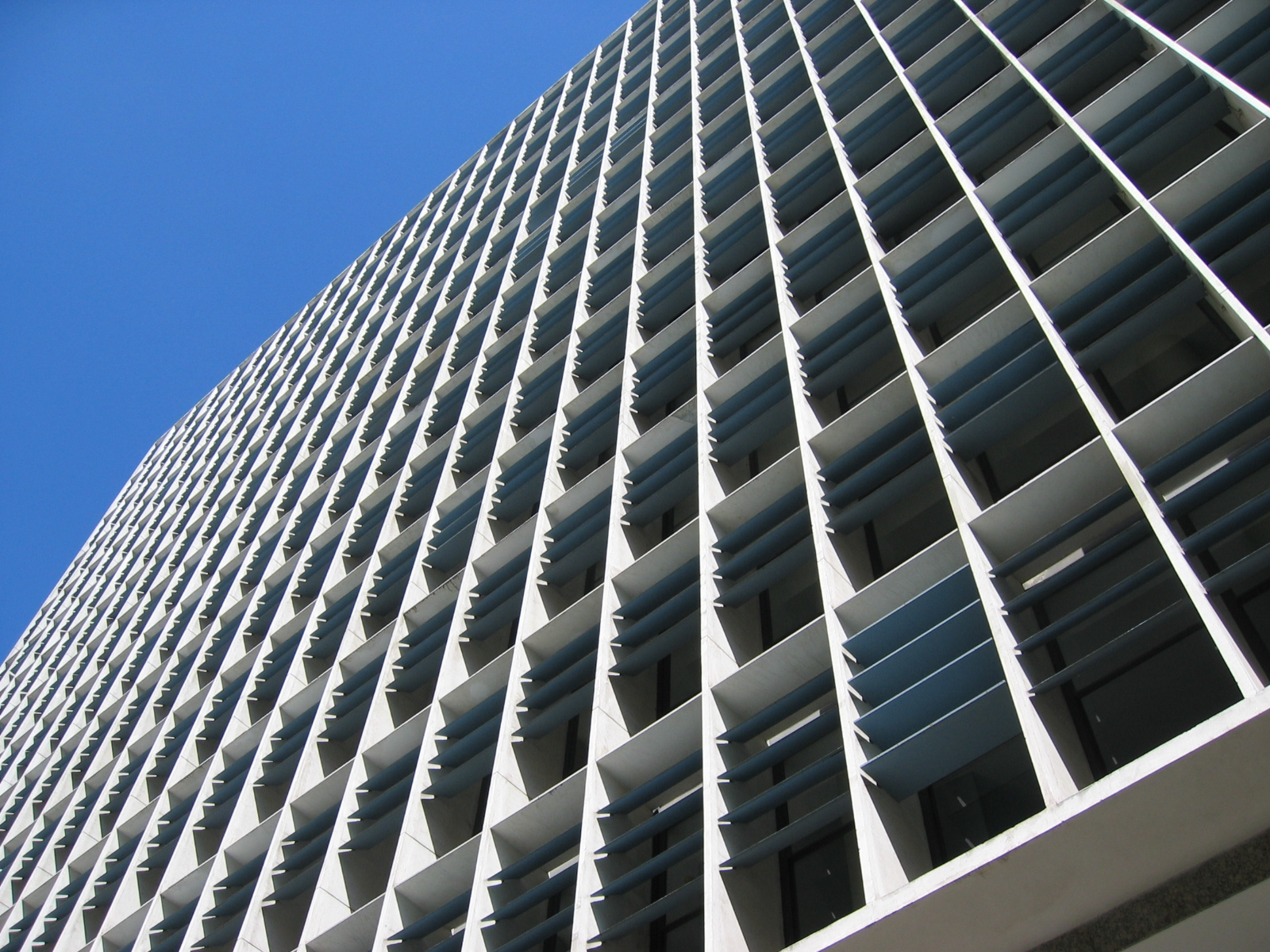
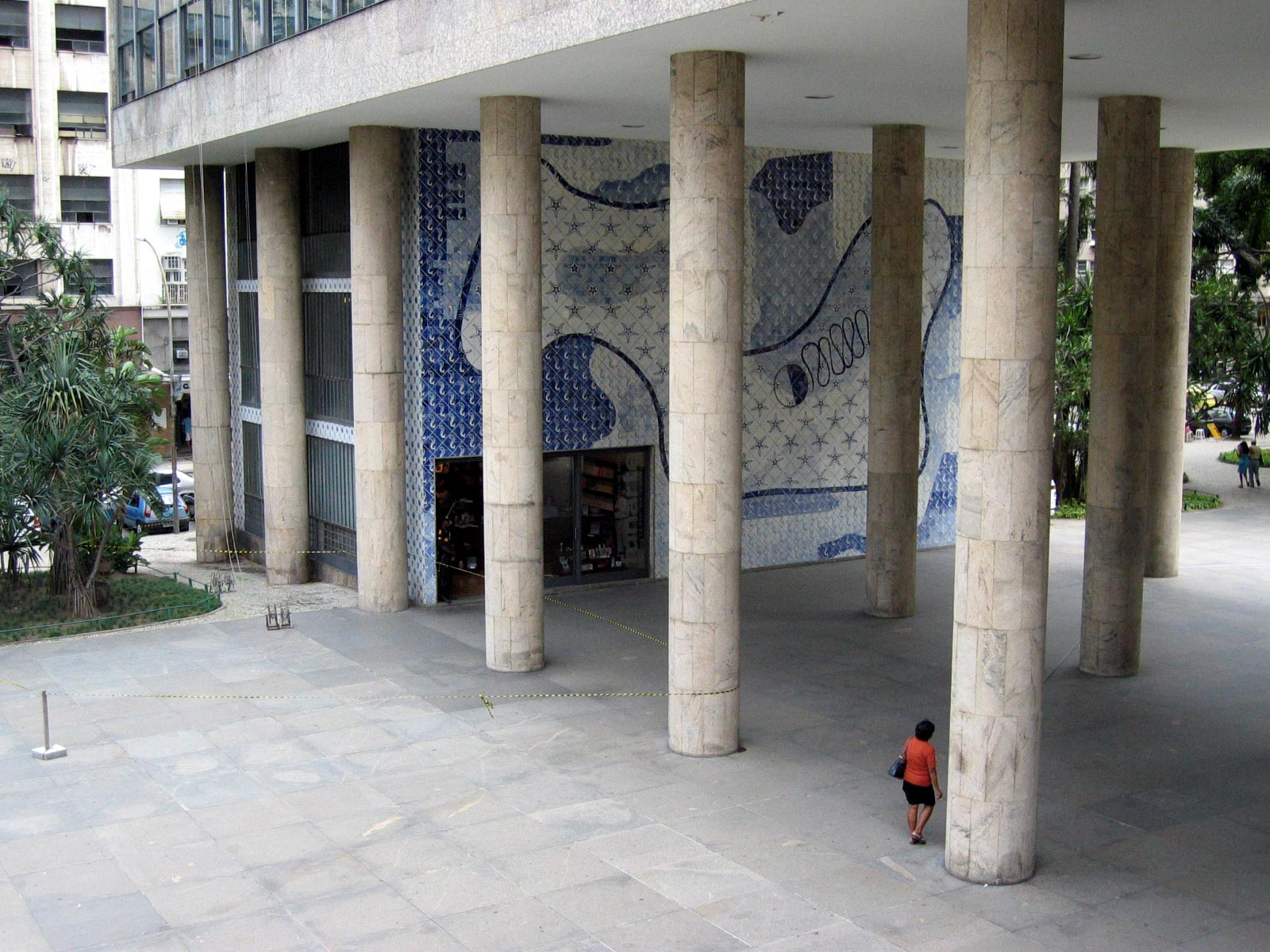
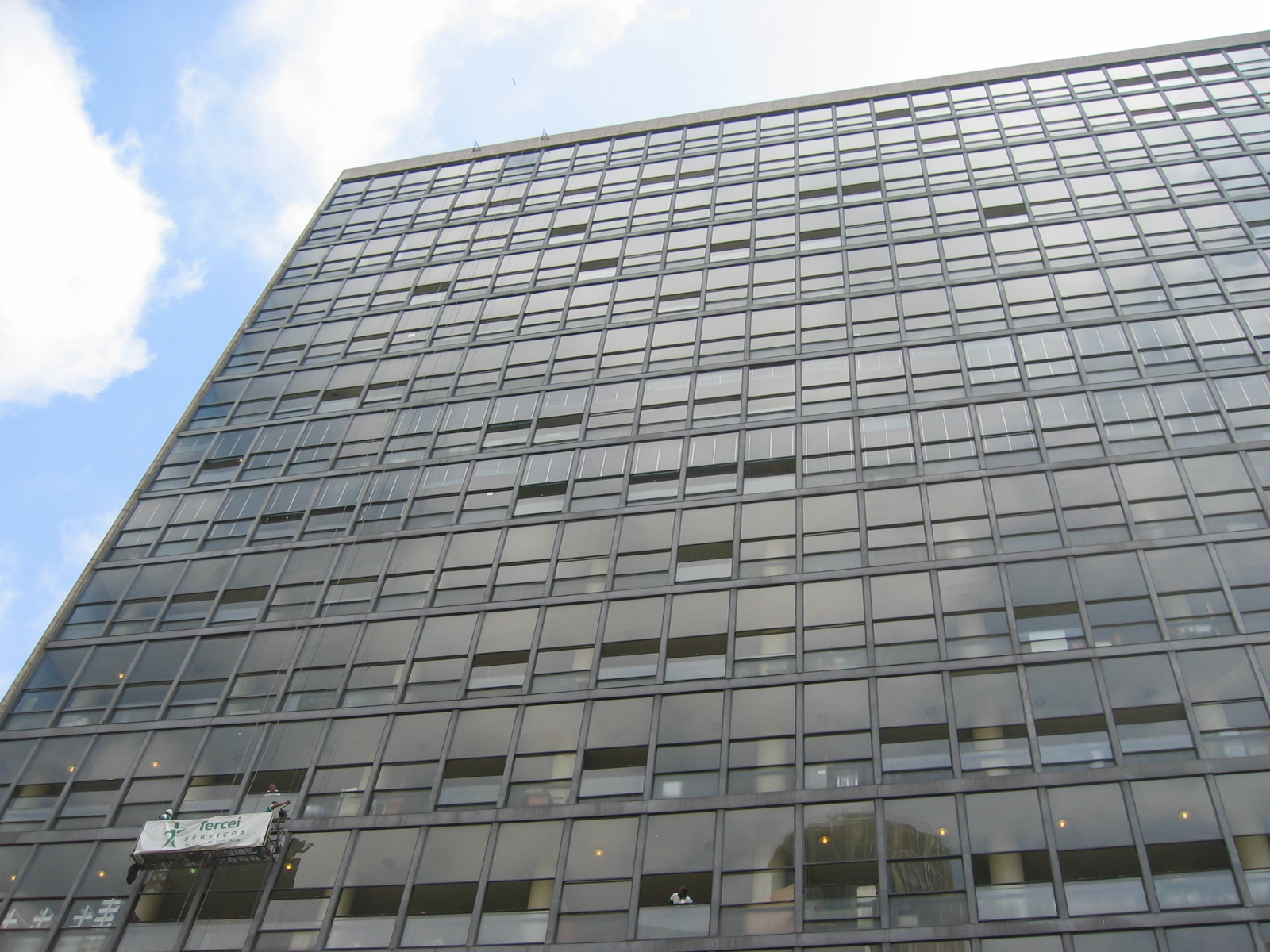
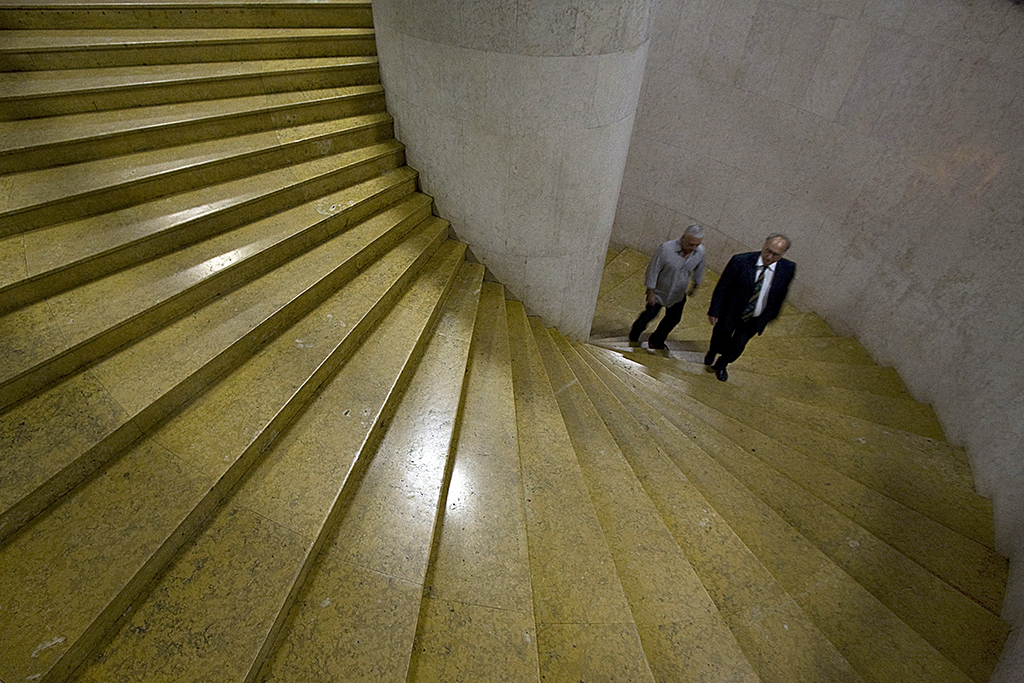